# Country Club Hills (Illinois)
Country Club Hills é uma cidade localizada no estado americano de Illinois, no Condado de Cook.

## Demografia
Segundo o censo americano de 2000, a sua população era de 16.169 habitantes.
Em 2006, foi estimada uma população de 16.740, um aumento de 571 (3.5%).

## Geografia
De acordo com o United States Census Bureau tem uma área de 12,0 km², dos quais 11,9 km² cobertos por terra e 0,1 km² cobertos por água.

## Localidades na vizinhança
O diagrama seguinte representa as localidades num raio de 8 km ao redor de Country Club Hills.